# Beauty Behind the Madness
Beauty Behind the Madness è il secondo album in studio del cantante canadese The Weeknd, pubblicato il 28 agosto 2015 dalla XO e Republic.
Il disco, composto da 14 tracce, presenta brani con la partecipazione di Labrinth, Ed Sheeran e Lana Del Rey.

## Tracce
1. Real Life – 3:43 (Abel "The Weeknd" Tesfaye, Jason Quenneville, Stephan Moccio)
2. Losers (featuring Labrinth) – 4:41 (Abel "The Weeknd" Tesfaye, Timothy McKenzie, Carlo Montagnese)
3. Tell Your Friends – 5:34 (Abel "The Weeknd" Tesfaye, Kanye West, Christopher "Che" Pope, Carlo Montagnese, Carl Marshall, Robert Holmes)
4. Often – 4:09 (Abel "The Weeknd" Tesfaye, Ben Diehl, Jason Quenneville, Ahmad "Belly" Balshe, Danny Schofield, Ali Kocatepe, Sabhattin Ali, Osman Ismen)
5. The Hills – 4:02 (Abel "The Weeknd" Tesfaye, Ahmad "Belly" Balshe, Emmanuel Nickerson, Carlo Montagnese)
6. Acquainted – 5:48 (Abel "The Weeknd" Tesfaye, Jason Quenneville, Carlo Montagnese, Benjamin Diehl, Danny Schofield)
7. Can't Feel My Face – 3:33 (Abel "The Weeknd" Tesfaye, Max Martin, Savan Kotecha, Peter Svensson, Ali Payami)
8. Shameless – 4:13 (Abel "The Weeknd" Tesfaye, Ahmad "Belly" Balshe, Savan Kotecha, Peter Svensson, Ali Payami)
9. Earned It (Fifty Shades of Grey) – 4:37 (Abel "The Weeknd" Tesfaye, Jason Quenneville, Stephan Moccio, Ahmad "Belly" Balshe)
10. In the Night – 3:55 (Abel "The Weeknd" Tesfaye, Ahmad "Belly" Balshe, Max Martin, Savan Kotecha, Peter Svensson, Ali Payami,)
11. As You Are – 5:40 (Abel "The Weeknd" Tesfaye, Danny Schofield, Ahmad "Belly" Balshe, Jason Quenneville, Carlo Montagnese)
12. Dark Times (featuring Ed Sheeran) – 4:20 (Abel "The Weeknd" Tesfaye, Jason Quenneville, Ed Sheeran)
13. Prisoner (featuring Lana Del Rey) – 4:34 (Abel "The Weeknd" Tesfaye, Lana Del Rey, Carlo Montagnese)
14. Angel – 6:17 (Abel "The Weeknd" Tesfaye, Stephan Moccio, Ben Diehl, Danny Schofield)

Tracce bonus nell'edizione giapponese
1. Can't Feel My Face (Martin Garrix Remix) – 4:13
2. The Hills (featuring Eminem) – 4:23
3. The Hills (featuring Nicki Minaj) – 4:03

## Formazione
Musicisti
- Abel Tesfaye – voce, programmazione (traccia 1), cori (tracce 1 e 14), arrangiamento (traccia 2)
- Stephan Moccio – programmazione e pianoforte (tracce 1, 9 e 14), tastiera (tracia 1), cori (tracce 1 e 14), arrangiamento (traccia 9)
- Jay Paul Bicknell – programmazione (tracce 1 e 14), tastiera (traccia 1), programmazione aggiuntiva (traccia 9)
- Jason Quenneville – programmazione (traccia 1)
- Vanessa Freebairn-Smith – violoncello (traccia 1)
- Jonathan Martin Berry – chitarra (tracce 1, 9 e 14)
- Paul Bushnell – basso (tracce 1, 9 e 14)
- Labrinth – programmazione, strumentazione e voce (traccia 2)
- Kanye West – cori (traccia 3)
- Brandon "Bizzy" Hollemon – chitarra (traccia 4)
- Ali Payami – programmazione, batteria, sintetizzatore, tastiera e basso (tracce 7, 8 e 10)
- Peter Svensson – chitarra e tastiera aggiuntiva (traccia 7), chitarra acustica e tastiera (traccia 8)
- Max Martin – programmazione aggiuntiva (tracce 7, 8 e 10)
- Mattias Bylund – arrangiamento strumenti ad arco (traccia 8)
- David Bukovinszky – violoncello (traccia 8)
- Mattias Johansson – violino (traccia 8)
- Klas Ålund – assolo di guitar synth (traccia 8)
- Dave Reitzas – programmazione aggiuntiva (traccia 9)
- Ed Sheeran – voce (traccia 12)
- Lana Del Rey – voce (traccia 13)
- Maty Noyes – voce e cori (traccia 14)
- Vinnie Colaiuta – percussioni aggiuntive (traccia 14)
- Christopher Bradford – coro (traccia 14)
- Levi Gunn – coro (traccia 14)
- Aria Gunn – coro (traccia 14)
- Karissa Lee – coro (traccia 14)
- Micah Lee – coro (traccia 14)
- Shane Lee – coro (traccia 14)
- Joe Matthews – coro (traccia 14)
- Elle Moccio – coro (traccia 14)
- Zola Odessa – coro (traccia 14)
- Emily Titman – coro (traccia 14)
- Claira Titman – coro (traccia 14)
- Edie Lehmann – direzione del coro (traccia 14)

Produzione
- Abel "The Weeknd" Tesfaye – produzione esecutiva, produzione (tracce 1-4, 6, 11 e 14), coproduzione (tracce 8, 10 e 13)
- Jason "Daheala" Quenneville – produzione esecutiva, produzione (tracce 1, 6, 9 e 11), registrazione e ingegneria del suono (tracce 2-4, 12), coproduzione (traccia 4), registrazione voce aggiuntiva (traccia 9)
- Carlo "Illangelo" Montagnese – produzione esecutiva, produzione (tracce 2, 5, 6, 11-13), missaggio (tracce 2, 3, 5, 6, 11-13), coproduzione (traccia 3), registrazione e ingegneria del suono (tracce 3, 5, 6, 11-13)
- Tom Coyne – mastering (eccetto traccia 4)
- Stephan Moccio – produzione (tracce 1, 9 e 14)
- Jay Paul Bicknell – registrazione e ingegneria del suono (tracce 1, 9 e 14)
- Dave Reitzas – missaggio (tracce 1, 9 e 14)
- Greg Eliason – assistenza al missaggio (tracce 1 e 14)
- Labrinth – produzione (traccia 2)
- Joshua Smith – ingegneria del suono aggiuntiva (tracce 2, 3, 11-13)
- The Pope – produzione (traccia 3)
- Kanye West – produzione (traccia 3)
- Mike Dean – produzione aggiuntiva (traccia 3)
- Noah Goldstein – registrazione e ingegneria del suono (traccia 3)
- Ben Billions – produzione (tracce 4, 6 e 11)
- Jean-Marie Horvat – missaggio (traccia 4)
- Andy Barnes – assistenza al missaggio (traccia 4)
- Dave Kutch – mastering (traccia 4)
- Mano – produzione (traccia 5)
- Max Martin – produzione (tracce 7, 8 e 10)
- Ali Payami – produzione (tracce 7, 8 10)
- Sam Holland – registrazione e ingegneria del suono (tracce 7, 8 e 10)
- Cory Bice – assistenza tecnica (tracce 7, 8 e 10)
- Jeremy Lertola – assistenza tecnica (tracce 7, 8, e 10)
- Peter Carlsson – montaggio parti vocali (tracce 7, 8 e 10)
- Șerban Ghenea – missaggio (tracce 7, 8 e 10)
- John Hane – assistenza al missaggio (tracce 7, 8 e 10)
- Peter Svensson – produzione (traccia 8)
- Mattiass Bylund – registrazione strumenti ad arco (traccia 8)
- Evin O'Clearly – assistenza tecnica (traccia 9)
- DannyBoyStyles – produzione (traccia 11)
- Kyle Gaffney – assistenza tecnica (traccia 14)

## Classifiche

### Classifiche settimanali
| Classifica (2015-23) | Posizione massima |
| -------------------- | ----------------- |
| Australia            | 1                 |
| Austria              | 7                 |
| Belgio (Fiandre)     | 2                 |
| Belgio (Vallonia)    | 10                |
| Canada               | 1                 |
| Corea del Sud        | 60                |
| Danimarca            | 2                 |
| Finlandia            | 12                |
| Francia              | 6                 |
| Germania             | 7                 |
| Grecia               | 14                |
| Irlanda              | 2                 |
| Italia               | 21                |
| Lituania             | 20                |
| Norvegia             | 1                 |
| Nuova Zelanda        | 2                 |
| Paesi Bassi          | 2                 |
| Polonia              | 21                |
| Portogallo           | 7                 |
| Regno Unito          | 1                 |
| Repubblica Ceca      | 45                |
| Slovacchia           | 52                |
| Spagna               | 23                |
| Stati Uniti          | 1                 |
| Svezia               | 1                 |
| Svizzera             | 4                 |

### Classifiche di fine anno
| Classifica (2015) | Posizione |
| ----------------- | --------- |
| Australia         | 15        |
| Belgio (Fiandre)  | 89        |
| Canada            | 9         |
| Danimarca         | 12        |
| Francia           | 98        |
| Paesi Bassi       | 82        |
| Regno Unito       | 26        |
| Stati Uniti       | 13        |
| Classifica (2016) | Posizione |
| Australia         | 50        |
| Canada            | 5         |
| Danimarca         | 15        |
| Francia           | 93        |
| Regno Unito       | 37        |
| Stati Uniti       | 9         |
| Classifica (2017) | Posizione |
| Danimarca         | 40        |
| Stati Uniti       | 47        |
| Classifica (2018) | Posizione |
| Danimarca         | 90        |
| Stati Uniti       | 86        |
| Classifica (2019) | Posizione |
| Stati Uniti       | 123       |
| Classifica (2020) | Posizione |
| Belgio (Fiandre)  | 147       |
| Stati Uniti       | 97        |
| Classifica (2021) | Posizione |
| Belgio (Fiandre)  | 181       |
| Danimarca         | 83        |
| Svezia            | 100       |
| Classifica (2022) | Posizione |
| Lituania          | 78        |

### Classifiche di fine decennio
| Classifica (2010-19) | Posizione |
| -------------------- | --------- |
| Stati Uniti          | 36        |